# Arvicola scherman
Arvicola scherman és una espècie de mamífer rosegador de la família dels cricètids.
Presenta dues formes ecològiques: la cavadora, que habita els massissos muntanyosos del sud-oest i centre d'Europa, i la semiaquàtica, que ocupa la resta de la seva àrea de distribució.

## Descripció
És una espècie de gran variabilitat morfològica al llarg de la seva àrea de distribució. Als Països Catalans està representada per morfotips de petita mida, amb dimensions corporals sensiblement més petites que les de la rata d'aigua (A. sapidus), i amb la cua més curta. Espècie sense dimorfisme sexual, la coloració del pelatge de A. scherman és diferent fins i tot a escala intrapoblacional, variant des del bru fosc o bru groguenc fins al gris, els flancs des del bru groguenc o ocre fins al gris clar; a la zona ventral predominen els tons grisencs i la cua és generalment bicolor.

## Distribució i hàbitat
Des del nord de la península Ibèrica fins a Ucraïna, faltant a l'oest i l'extrem sud-est de França; el seu límit septentrional està localitzat al nord d'Alemanya i el meridional als Alps i els Balcans. A la península Ibèrica es distribueix en una franja septentrional que aniria des de la Vall d'Aran fins a les serres de Los Ancares (Lugo), Segundera (Zamora) i Montezinho (Portugal). Existeix un aïllament geogràfic entre les poblacions dels Pirineus, la serralada Cantàbrica i l'extrem nord-est de Guipúscoa.
Espècie herbívora, ocupa principalment prats naturals situats a altituds variables, des del nivell del mar fins a prats alpins propers als 2.000 metres. En terrenys cultivats i prats de farratge pot arribar a constituir una plaga agrícola.
En algunes zones de la seva àrea de distribució, pot ser un reservori de tularèmia i hoste intermediari de diverses espècies de paràsits.

## Depredació
És presa habitual de les aus rapinyaires, com el mussol banyut (Asio otus) i l'òliba (Tyto alba), i de carnívors de mida mitjana.